# Чуши
Чуши (итал. Ciussi) је насељено место у Републици Хрватској у Истарској жупанији. Административно је у саставу Града Пореча.

## Становништво
Према последњем попису становништва из 2001. године у насељу Чуши је живео 21 становник који су живели у 7 породичних и 1 самачком домаћинству.
Кретање броја становника по пописима 1857—2001.
| година пописа  | 1857. | 1869. | 1880. | 1890. | 1900. | 1910. | 1921. | 1931. | 1948. | 1953. | 1961. | 1971. | 1981. | 1991. | 2001. |
| бр. становника | 0     | 0     | 7     | 0     | 4     | 12    | 0     | 0     | 37    | 39    | 31    | 29    | 26    | 19    | 21    |

Напомена: У 1857., 1869., 1890., 1921. и 1931. подаци су садржани у насељу Драчевац. У 1869., 1900., 1910. и 1948. исказано као део насеља..